# Medvěd (Hubarenková)
Medvěd (v ruském originále Медведь, v ukrajinštině Ведмідь) je komorní opera – podle autorského žánrového označení „opera-žert“ – o jednom dějství ukrajinské skladatelky Iriny Hubarenkové na vlastní ruskojazyčné libreto upravené ze známé stejnojmenné komedie Antona Pavloviče Čechova z roku 1989. Scénicky byla tato opera poprvé poprvé až po skladatelčině smrti divadelním souborem „Opera u valizi“ (Opera v kufru) v Kyjevě roku 2015; 10. dubna se konala předpremiéra v divadelním studiu Rajdo a 28. dubna oficiální premiéra v Národní hudební akademii Ukrajiny P. I. Čajkovského.

## Vznik, charakteristika a historie
Ukrajinská skladatelka, básnířka a divadelnice Irina Hubarenková (ruským pravopisem Irina Gubarenková, 1955–2004), dcera skladatele Vitalije Hubarenka, psala především hudbu k činohrám, ale výjimečně i rozsáhlejší hudebně dramatické kompozice: rockovou operu Solaris podle stejnojmenného románu Stanisława Lema (1982) a komorní operu pro tři zpěváky Medvěd (1989).
Opera je napsána klasickým hudebním jazykem romantické opery, s áriemi, ansámbly a recitativy, obsahuje některé parodické pasáže (tango) a různé citáty, například z Čajkovského Evžena Oněgina nebo opery Chytračka Carla Orffa, ale i textové – autorka například do Čechovova v textu parodicky vkládá známé verše Afanasije Feta.
Medvěd Hubarenkové nebyl za jejího života proveden; skladatelka ho ani neorchestrovala, takže zůstal v klavírním výtahu. Teprve roku 2015 ho uvedl projekt „Opera u valizi“ zpěváka a režiséra Antona Lytvynova, který prosadil uvedení řady ukrajinských novodobých komorních oper (Dorianův osud Karmelly Cepkolenkové, Coriolanus a IYOV Vladyslava Troického aj.) Lytvynov se o Medvědovi vyjádřil: „je to opera velmi divadelní, přitom s ušlechtilejší intonací jazyka jsem se nesetkal. Každá fráze je na svém místě a je to opera, kde nejen můžete slyšet slova, ale můžete si užívat, jak se zpívají.“ Toto divadlo ho provedlo na několika festivalech (16+ a Hoholfest v Kyjevě, „Mandrivnyj višak“ v Lucku) a na dalších místech (např. roku 2018 na festivalu komorních oper v Oděse). V roce 2019 psal kyjevský deník Diň, že se Hubarenkové Medvěd „hraje často“.

## Osoby a první obsazení
| osoba                          | hlasový obor | premiéra 10. (28.) dubna 2015 |
| ------------------------------ | ------------ | ----------------------------- |
| Smirnov                        | baryton      | Dmitr Voronov                 |
| Popova                         | soprán       | Solomija Pryjmak              |
| Luka                           | tenor        | Tymofij Jačmenev              |
| Hudební doprovod: Jevhen Fomin |              |                               |
| Režie: Anton Lytvynov          |              |                               |
| Výprava: Polina Veller         |              |                               |
| Kostýmy: Sandra Krmadžjan      |              |                               |

## Děj opery
(Salon venkovského šlechtického sídla v Rusku v 19. století)
Sluha Luka uklízí salón. Jeho paní, ovdovělá statkářka Jelena Popova, je žena v nejlepších letech a nikoli ještě stará na další sňatek nebo jinou činnost, ale Popova stále ještě po roce od manželovy smrti drží smutek a stěží neopouští dům, i když její dobře ví, že ji manžel trápil a byl jí nevěrný. Luka se jí to snaží vymluvit; sám po své ženě truchlil měsíc a stačilo. Ale Jelena teatrálně tvrdí, že manželovou smrtí pro ni přestal život existovat a že smuteční šat neodloží až do hrobu. 
Ozve se bouchání na dveře a přes protesty Popovy, která není pro nikoho doma, a přes chabé pokusy Luky ho zadržet do salonu vpochoduje Grigorij Smirnov, statkář a poručík dělostřelectva ve výslužbě, muž přímých a hrubých mravů i vzezření. Manžel paní domu mu totiž zůstal dlužen 1200 rublů a Smirnov tuto sumu ještě dnes potřebuje, jinak mu samotnému hrozí exekuce. Popova ho rázně odmítá: její správce, který se o peněžní věci stará, se vrátí až pozítří, pak dostane Smirnov své peníze, ona s tím nechce mít nic do činění. Smirnov se teprve rozzlobí, potřebuje peníze hned, a popuzená vdova se ho marně snaží vykázat a nakonec sama salon opustí. 
Smirnov se rozhodne zůstat sedět zde, dokud nedostane své peníze; svému sluhovi z okna nařizuje vypřáhnout, zdrží se tu zřejmě déle, a po Lukovi hlasitě vyžaduje kořalku. Rozzlobená Popova se vrátí, žádá Smirnova o klid v domě smutku a vytýká mu, že neví, jak se má muž chovat k ženám. To přijde Smirnovovi k smíchu: třikrát měl o ženy souboj, s dvanácti se rozešel a devět se rozešlo s ním, on že to s nimi neumí? Jejich hádka nabírá pořádné obrátky až nakoner rozzuřený Smirnov vyzve Popovu k souboji. Popova bez váhání přijímá a nechává si přinést pistole nebožtíka manžela. Smirnov je tím ohromen – takovou ženu ještě nepotkal. Zato Luka běží pro pomoc. Popova žádá Smirnova, aby ji naučil s pistolí zacházet, koneckonců ji ještě nikdy nedržela v ruce, ale když to musí být. Smirnov se o to pokouší a přitom se jeho obdiv rychle mění ve vášeň. A protože je muž činu, neváhá a vyzná jí lásku. Popova se vzpouzí jen velmi krátce, i na ni učinila dojem Smirnovova ráznost a to, že s ní zachází jako rovný s rovným. Když se Luka vrací se zbraněmi a s pomocí proti násilnému vetřelci, najde svou paní a Smirnova ve vřelém objetí.

## Instrumentace
Klavír.